# Szeligowo
Szeligowo (niem. Seeligsfelde, 1937-1945: Eichenfelde) – wieś w Polsce położona w województwie zachodniopomorskim, w powiecie świdwińskim, w gminie Połczyn-Zdrój. Przez wieś przepływa rzeka Grudzianka. W 2011 roku liczba mieszkańców we wsi Szeligowo wynosiła 117.